# Escom

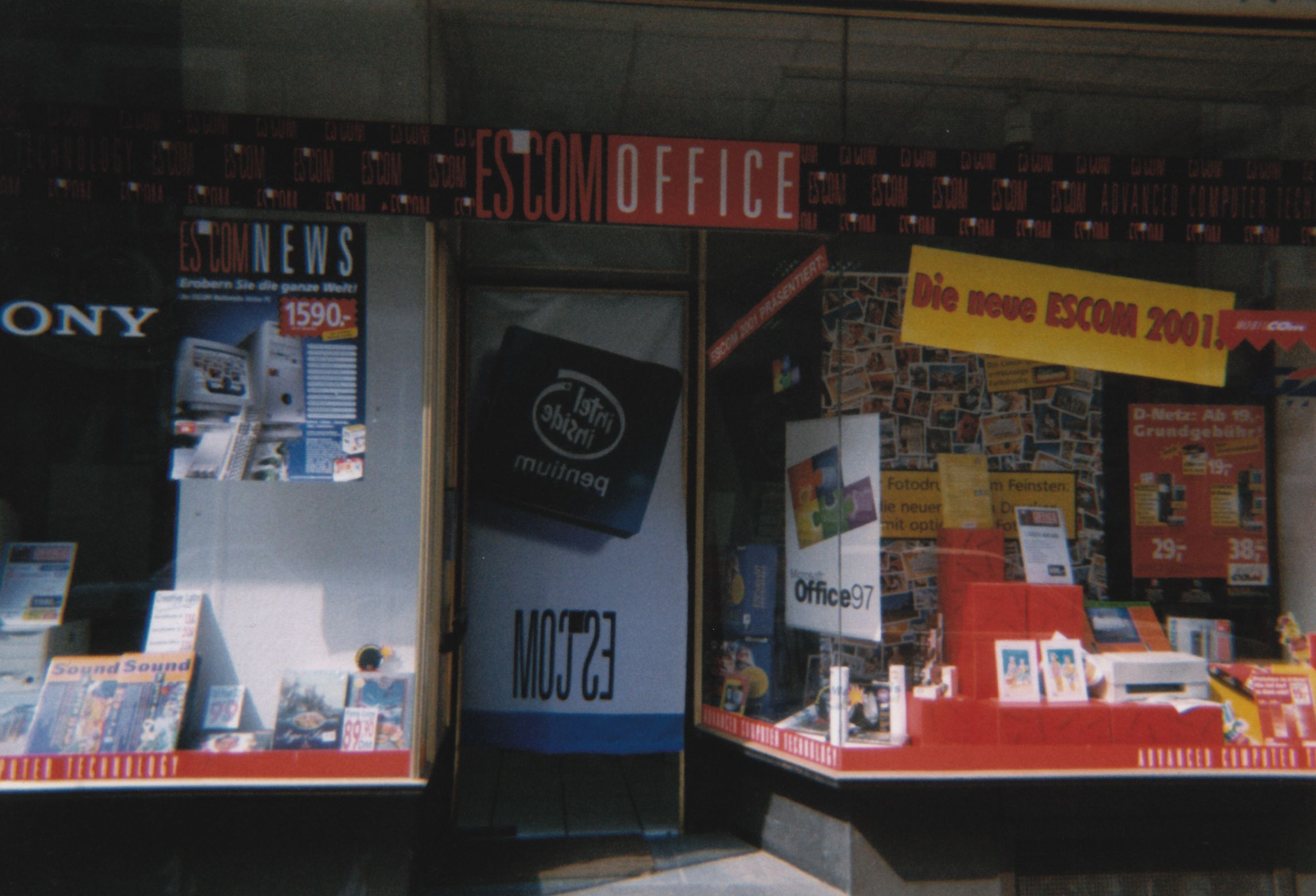
Escom-2001-Ladengeschäft (1998)

Escom (Eigenschreibweise ESCOM; vormals Schmitt Computersysteme GmbH) war ein Unternehmen, das sich mit dem Handel und der Herstellung von Computern und Computerzubehör befasste.

## Gründung und Aufstieg
Manfred Schmitt aus Darmstadt hatte im Jahre 1983 in seiner Musikgeschäftekette Orgel-Schmitt begonnen, auch Computer anzubieten. 1991 wurde die „Schmitt Computersysteme GmbH“ in „Escom Computer GmbH“ umfirmiert. Der Name Escom setzt sich aus den Namen der beiden Gründer Karl-Michael Eickmeyer und Manfred Schmitt sowie COM für Computer zusammen.
1991 kaufte Schmitt den AG-Mantel des Unternehmens Syntec AG, woraus die Escom Computer AG hervorging. Im April 1993 übernahm die Escom AG (Heppenheim) die insolvente, jedoch an der Börse notierte HAKO Foto AG aus Bochum. Mit der nachfolgenden Umfirmierung der HAKO Foto AG war die Escom AG dann börsennotiert. 1993 wurde ein Umsatz von 1,3 Mrd. DM erreicht. Ihr Geschäft wuchs so schnell, dass sie 1994 bereits 11,2 % des deutschen PC-Marktes beherrschte. Der Umsatz betrug 1995 2,35 Milliarden D-Mark. Es gehörten 467 Verkaufsläden in zehn europäischen Ländern zu Escom. Escom hatte es zum deutschlandweit zweitgrößten PC-Verkäufer nach Vobis geschafft. Escom fertigte in Heppenheim auch selbst – in dem Sinne, dass vorgefertigte Komponenten wie Hauptplatinen, Gehäuse, Festplatten usw. montiert wurden („Assemblierer“ oder auch ugs. „Schrauber“).
Escom-Aktionäre waren unter anderem das damals noch in Familienhand befindliche Versandhaus Quelle (25,1 %), der PC-Hersteller bzw. Chiplieferant Siemens-Nixdorf (12,5 %), die Bayerische Vereinsbank (16,1 %) und die Gold-Zack Werke AG (7 %). Der Rest der Aktien befand sich im Streubesitz (16,5 %) und in der Hand des Gründers (23 %).

## Niedergang
Escom agierte im PC-Markt als aggressiver Niedrigpreisanbieter, mit chronisch niedrigen Margen und daher hohem Risiko. Der entscheidende Einbruch passierte zum Weihnachtsgeschäft 1995, als man als scheinbares Schnäppchen größere Mengen von Intel-Pentium-Prozessoren mit 75 MHz einkaufte und sie sich für Weihnachten auf Lager legte. Da die Konkurrenz aber zu nur geringfügig höheren Preisen schon PCs mit 90 MHz Taktfrequenz anbieten konnte, blieb Escom auf den Lagerbeständen sitzen, was sich als fatal erwies.
Es waren strategische Fehlentscheidungen, die endgültig zum Untergang führten. Problematisch war die Beteiligung am Joint Venture  European Monitors Ltd. für die Produktion von Computermonitoren zusammen mit dem taiwanischen Unternehmen Tystar mit Fabrikationsstätte in Schottland ab Mai 1992,  der Monitore mit einer sehr hohen Fehlerrate produzierte. Im Ehrgeiz der Expansion auf ganz Europa führte der Aufkauf der britischen Computervertriebskette Rumbelows (230 Filialen) im März 1995  und einer niederländischen Computervertriebskette (34 Filialen) zu Verlusten. Die Lagerbestände dieser Ketten – insbesondere die der britischen – waren bezogen auf den Umsatz außerordentlich hoch und verursachten entsprechende Verluste. Diese Verluste zusammengenommen bedeuteten für Escom das Ende.
Im Geschäftsjahr 1995 wiesen die Bilanzen Escoms 180 Mio. DM Verluste auf. Das Zuschießen von 100 Mio. DM durch die Hauptaktionäre reichte zur Rettung nicht aus. Im folgenden Frühjahr musste daraufhin Konkurs angemeldet werden.
Im April 1995 kaufte Escom die Rechte an Amiga aus der Konkursmasse von Commodore auf und kündigte an, den C64 und den Amiga-Computer nachbauen zu wollen. Die Amiga-Modelle A4000T und A1200 wurden auch tatsächlich neu aufgelegt und mit gewissem Erfolg durch die neu gegründete Tochterfirma Amiga Technologies GmbH (Bensheim) verkauft. Die erste Neuentwicklung, der Amiga Walker, wurde auf der Cebit 1996 erstmals der Öffentlichkeit gezeigt, ging jedoch nie in Serie – weil Escom vorher aufgelöst wurde.
Der Set-Top-Boxen-Hersteller VisCorp aus Chicago (USA) machte im Frühjahr 1996 erste Schlagzeilen, als er die Übernahme der damaligen Escom-Tochter Amiga Technologies GmbH (Bensheim) plante.
Angeblich waren VisCorp und Escom bereits Partner und kannten sich schon aus der Zeit, als Bill Buck und Escom-Gründer Manfred Schmitt 1995 gemeinsam der Gläubigerveranstaltung von Commodore beiwohnten, wo die Amiga-Rechte erstmals versteigert wurden. Nach dem erfolgten Verkauf der Rechte im April 1995 nahm VisCorp Verhandlungen über ein Amiga-Lizenzabkommen mit dem siegreichen Bieter – d. h. der neuen Amiga-Mutterfirma Escom – auf, um die Technologie für die Fertigung von Set-Top-Boxen einsetzen zu können. Diese Lizenzen erhielten sie auch im Januar 1996.
Danach zeichnete sich der Konkurs von Escom langsam ab – die PC Verkaufszahlen brachen durch die starke Konkurrenz ein, allen voran durch Vobis. Der Verkauf der A1200- und A4000-Modelle von Amiga bescherte zur gleichen Zeit monatliche Einkünfte in Höhe von rund 1.000.000 DM.
Daraufhin begannen Verkaufsverhandlungen – die Übernahmepläne wurden am 11. April 1996 öffentlich bekanntgegeben. Angeblich haben Bill Buck und seine Frau Raquel Velasco daraufhin auch zunächst von Juni bis November 1996 die Gehälter, Steuern und Sozialabgaben des Amiga-Personals aus eigener Tasche bezahlt. Escom selbst stellte am 3. Juli 1996 Vergleichsantrag und am 15. Juli 1996 musste der Anschlusskonkurs beantragt werden.
Die Escom AG wurde zerschlagen und gingen an unterschiedliche Käufer. 90 der 110 deutschen Escom-Fillialen wurden durch Comtech Computersysteme übernommen und vorerst als Escom 2001 weiter geführt und unterstellten dieser der eigens dafür gegründeten Escom GmbH, die den gleichen Namen wie ihr Vorgänger trug. Währenddessem ging die Escom Buisness GmbH aus Bensheim und ihre österreichische Tochter in den Besitz der Schadt Computertechnik GmbH. Amiga wurde dann doch nicht an VisCorp, sondern an den PC-Versender Gateway 2000 verkauft.
Der Notvorstand der Escom AG verkündete zum 28. September 2000, dass er keine Chance mehr sehe, die Escom AG zu retten. Keine der Investoren seien bereit gewesen, das zur Entschuldung notwendige Kapital zu investieren. Die Schulden betrugen Forderungen in höhen von rund 7 Millionen Mark (ca. 3,5 Millionen Euro), der Hauptanteil davon fallen auf Forderungen von um die 400 ehemaligen Mitarbeitern. Die Escom AG verschwand somit endgültig aus den Aktienmarkt.